# 逼尿肌
逼尿肌（英語：detrusor urinae muscle，或），是膀胱内壁上的平滑肌。逼尿肌在舒张时可使膀胱存储尿液，收缩时可使膀胱排出尿液。尿道括约肌包裹着尿道，在逼尿肌收缩时可控制尿流。